# Hal's Hole in One Golf
HAL's Hole in One Golf, i Japan känt som Jumbo Ozaki no Hole In One (ジャンボ尾崎のホールインワン? lit. "Jumbo Ozaki's Hole in One Golf"), är ett golfspel till SNES, utgivet 1991.

### Fotnoter
1. 1 2 3 4 5 6  ”Release information”. GameFAQs. Arkiverad från originalet den 8 april 2012. https://web.archive.org/web/20120408202819/http://www.gamefaqs.com/snes/588372-hals-hole-in-one-golf/data. Läst 8 juni 2011.
2. ↑  ”Hal's Hole in One Golf” (på svenska). Nintendomagasinet (Kungsbacka: Atlantic) (10 1992):  sid. 5-7 (Power Player). oktober 1992. Läst 21 april 2014.
3. ↑  Japanese title at super-famicom.jp (japanska)
4. ↑  ”English-Japanese title translation”. SuperFamicom.org. http://superfamicom.org/info/jumbo-ozaki-no-hole-in-one/. Läst 8 juni 2011.